# Хрест пам'яті жертв голодомору 1932-1933 рр. (Сіверськодонецьк)
Хре́ст па́м'яті же́ртв голодомо́ру 1932—1933 рр. — пам'ятник присвячений жертвам голодомору в Україні 1932—1933 рр., розташований у місті Сіверськодонецьк Луганської області на території Собору Різдва Христового Української православної церкви Московського патріархату.

## Історія
У листопаді 2007 року керівник Сіверськодонецької міської організації Народного Руху України Іван Шамрай звернувся до міського голови Володимира Грицишина з проханням виділити місце для встановлення пам'ятника пам'яті жертв голодомору 1932-33 рр. Проте отримав такий лист:
«Доводжу до Вашого відома, що місто Сєвєродонецьк засновано у 1934 році. Ми з повагою і шаною відносимось до нашої історії, зберігаємо пам'ять про жахливі часи Голодомору 1932—1933 років, але оскільки наше місто в ті роки ще не існувало, розгляд питання, яке підіймається у Вашому листі, не уявляється доцільним.»
Отримавши відмову, Іван Шамрай звернувся з проханням до Президента України Віктора Ющенка. До міської організації Народного Руху приєдналися місцеві громадські організації «Правовий простір» і «Просвіта». Разом їм вдалося зібрати кошти на побудову пам'ятника. При цьому значну допомогу надали місцеві підприємці. Був виготовлений хрест.
Було вирішено встановити хрест у густозаселеному районі міста на Гвардійському проспекті. За словами Івана Шамрая хрест було встановлено на світанку 24 листопада 2007 року. Місцевими підприємцями була надана вантажна машина, якою хрест підвезли до місця встановлення. Досить швидко хрест був встановлений, бо організатори боялися протидії місцевої влади. Біля 16-ї години біля хреста, де почали збиратися люди, з'явилися представники міської влади і вимагали прибрати хрест.
9 грудня 2007 року хрест був освячений священиками Української православної церкви Київського патріархату з Луганську.
18 травня 2008 року хрест був викрадений невідомими за допомоги спецтехніки
20 травня 2008 року співробітники СБУ знайшли хрест, який був закопаний неподалік. За словами голову Луганського обласного відділення Комітету виборців України Олексія Свєтікова, наче працівники міліції намагалися завадити відновлення хреста і відвести його до міського відділення міліції для продовження слідчих дій, проте напередодні міліція вже відмовилася порушувати справу про знесення хреста.
Згодом місцева влада вказала, що територія, на який розташований хрест, вже виділена для забудови тому у 2009 році пам'ятник був перенесений на кілька метрів ближче до собору. Згодом територія собору була огороджена залізним парканом, таким чином потрапити до хреста стало можливим лише через ворота собору.